# Kalavathi, Tirthahalli
Kalavathi là một làng thuộc tehsil Tirthahalli, huyện Shimoga, bang Karnataka, Ấn Độ.